# Distretto di Kōza
Il distretto di Kōza (高座郡, Kōza-gun?) è uno dei distretti della prefettura di Kanagawa, in Giappone.
Attualmente fa parte del distretto solo il comune di Samukawa.